# قمة فاليتا حول الهجرة
قمة فاليتا حول الهجرة كما تُدعى مؤتمر فاليتا حول الهجرة هي قمة عُقِدت في العاصمة المالطية فاليتا في 11-12 نوفمبر عام 2015، تناقش فيها القادة الأوروبيون والأفارقة حول مسألة أزمة المهاجرين إلى أوروبا. أسفرت القمة عن إنشاء الاتحاد الأوروبي لصندوق طوارئ استئماني لتعزيز التنمية في أفريقيا مقابل قيام البلدان الأفريقية بالمساعدة في التخفيف من وطئ الأزمة.
عُقِدت القمة في ثلاثة مواقع بفاليتا. وقد أُقيم حفل الافتتاح في نزل قشتالة، بينما استضاف مركز المؤتمرات المتوسطي المؤتمر الرئيسي. تعد قمة فاليتا أكبر قمة استضافتها البلاد؛ حيث حضرها أكثر من 4,000 شخص. وقد عُقِدت القمة قبل أربعة أشهر من اجتماع رؤساء حكومات الكومنولث لعام 2015، والذي جرت أعماله في مالطا أيضاً.

## خلفية

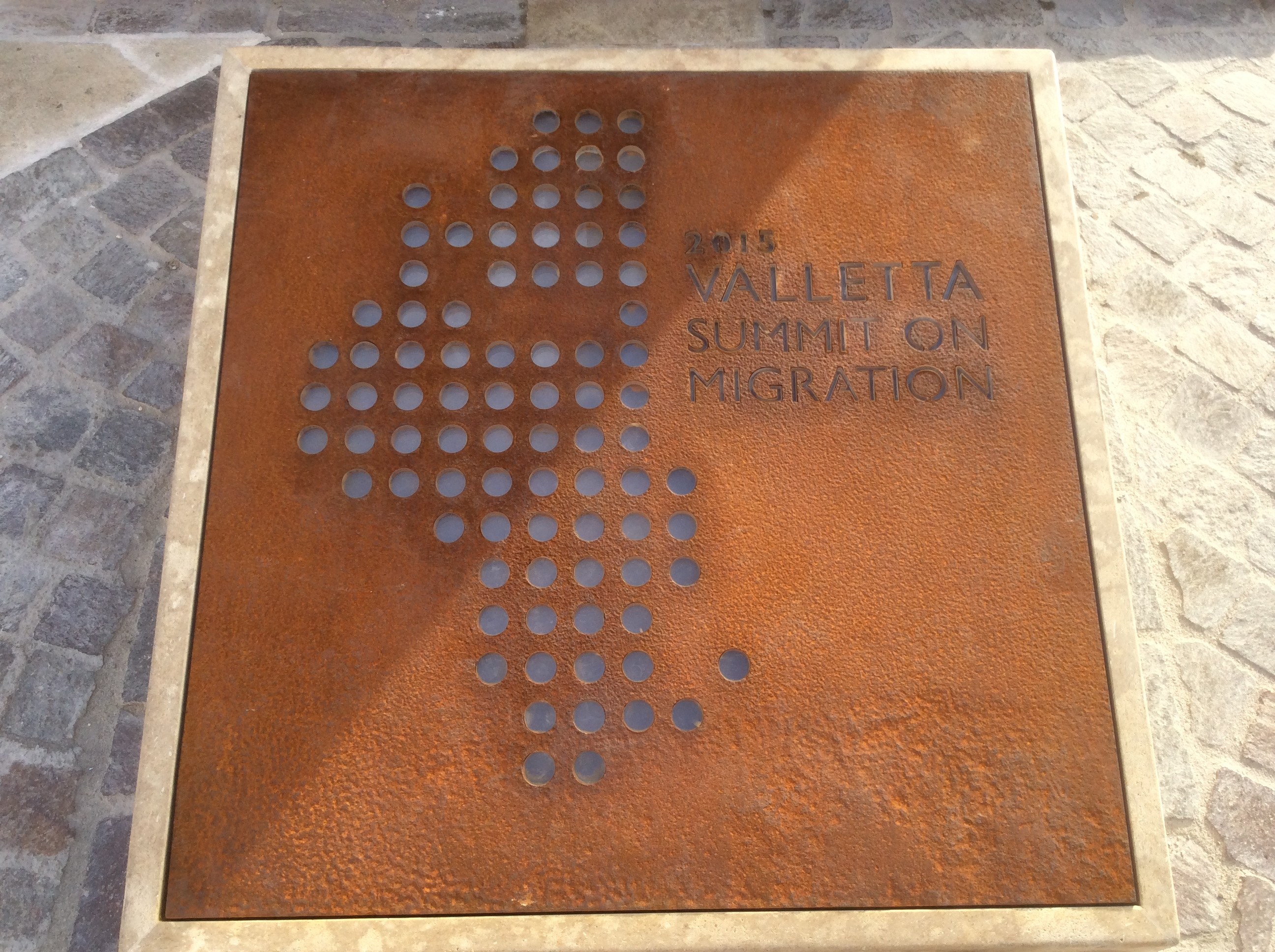
معلم تذكاري لقمة 2015 حول الهجرة بفاليتا.

بدأت أزمة المهاجرين إلى أوروبا بعد وصول أعداد كبيرة من المهاجرين واللاجئين من عدة بلدان إلى الاتحاد الأووربي طالبين اللجوء في أوروبا. واُستخدِم مصطلح «أزمة» بصورة كبيرة منذ شهر أبريل من عام 2015، حين غرقت عدد من القوارب التي كانت تقل مهاجرين في البحر المتوسط، مما أدى إلى مقتل حوالي 1200 شخص. عقد المجلس الأوروبي اجتماعاً لمناقشة وضع المهاجرين في البحر المتوسط عقب غرق إحدى السفن يوم 19 أبريل. وكان من بين القرارات المتخذة خلال ذلك الاجتماع موافقة قادة الاتحاد الأوروبي على زيادة الحوار مع الاتحاد الأفريقي وغيرها من البلدان الأخرى المرتبطة بأزمة المهاجرين من خلال عقد قمة في فاليتا بمالطا. 
كان القصد من القمة جمع قادة دول منشأ وعبور ومقصد المهاجرين من القارتين. ودُعي للحضور رؤساء دول وحكومات كل من أعضاء الاتحاد الأوروبي ومفوضية الاتحاد الأفريقي ولجنة المجموعة الاقتصادية لدول غرب إفريقيا والدول الأطراف في عمليتي الخرطوم والرباط، بالإضافة إلى الأمين العام للأمم المتحدة وممثلون عن منظمات دولية عدة ومنها منظمة الهجرة الدولية.

## القمة

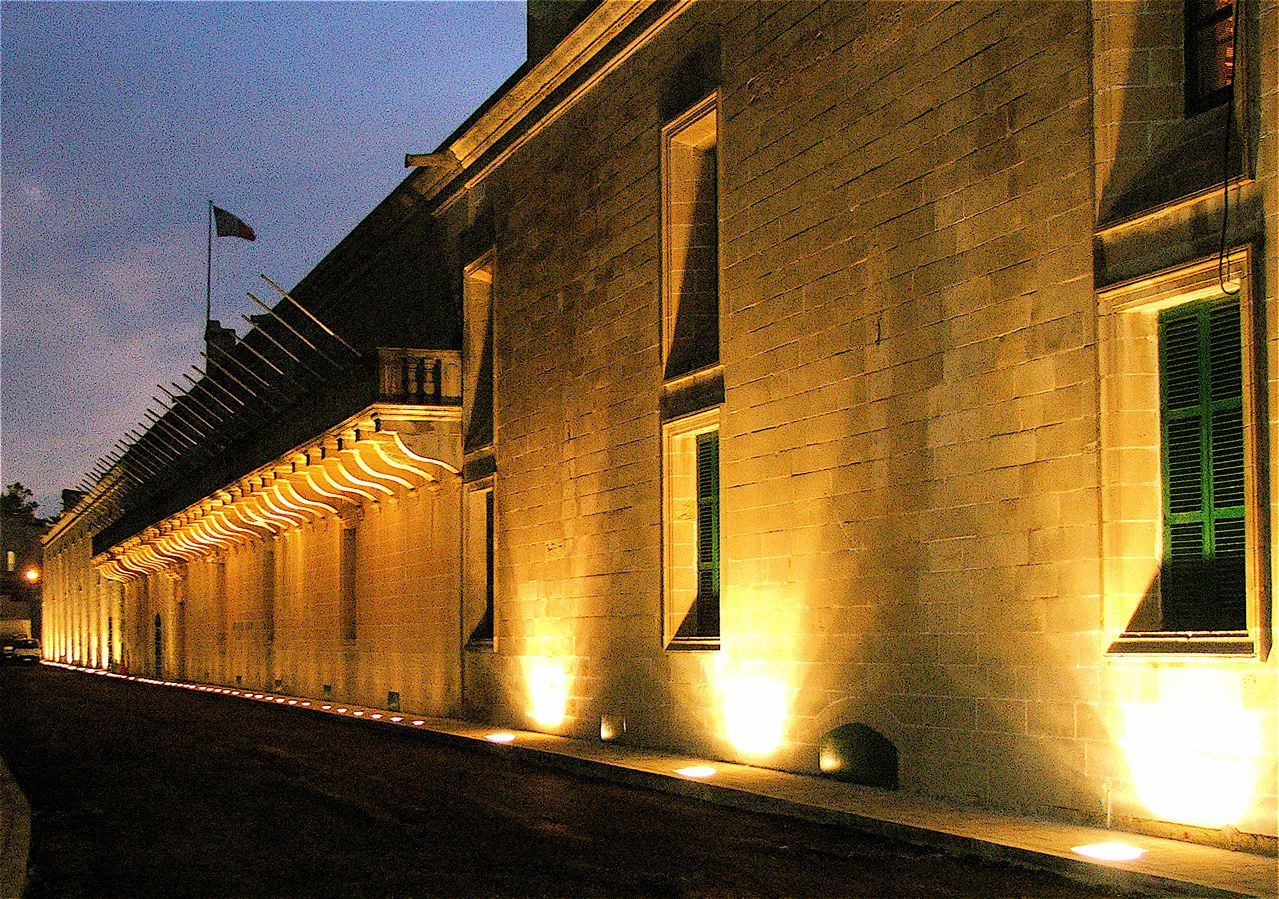
عُقِدت القمة في مركز المؤتمرات المتوسطي بمدينة فاليتا.

بدأت فعاليات القمة أمام نزل قشتالة بالعاصمة فاليتا وهو مكتب رئيس الوزراء. وازيح الستار عن نصب تذكاري تذكاري للقمة. ونُقِلَ القادة إلى مركز المؤتمرات المتوسطي بعدما انتهى الحفل.
بدأت القمة عند الساعة السادسة والنصف مساءاً بالتوقيت المحلي بإلقاء رئيس الوزراء المالطي جوزيف موسكات لكلمة. ناقش المشاركون خلال اليوم الأول سيناريو تساعد فيه البلدان الأفريقية في الحد والتقليل من الهجرة عبر البحر المتوسط، في مقابل منح الاتحاد الأوروبي الأفارقة لفرصة أفضل للوصول إلى أوروبا. ووفقاً لما قاله رئيس الوزراء موسكات فإن الاجتماع كان «أقل اصطداميةً من المتوقع».
وقع القادة الأوروبيون والأفارقة يوم 12 نوفمبر على اتفاق لإنشاء صندوق طوارئ استئماني يهدف إلى المساعدة في تنمية البلدان الأفريقية بالإضافة إلى تشجيع هذه البلدان على استعادة المهاجرين الذين وصلوا إلى أوروبا. تعهد الصندوق بمساعدات قدرها 1.8 مليار يورو مع مساعدات التنمية الأخرى بمبلغ 20 مليار يورو كل سنة. كما تعهد القادة بتحسين الأوضاع في مناطق القرن الأفريقي والساحل وبحيرة تشاد وأجزاء أخرى من أفريقيا بغية الحد من تدفق اللاجئين. ووعدوا بالعمل على تشجيع قنوات الهجرة النظامية وتنفيذ سياسات إدماج المهاجرين في المجتمعات الأوروبية. وانهت القمة أعمالها بالإعلان عن بيان ختامي وخطة عمل. قال رئيس المجلس الأوروبي دونالد توسك أن أزمة المهاجرين كانت «سباقاً مع زمن» لإنقاذ اتفاقية شينغن.

## المشاركون
يدرج الجدول الآتي أسماء قادة الحكومات والمنظمات التي شاركت في القمة. ومثّل السودان وزير خارجيتها لعدم مقدرة رئيس البلاد عمر البشير على السفر إلى مالطا بسبب مذكرة الاعتقال الدولية الصادرة بحقه. فيما مُثِّلت بولندا من قبل وكيل وزاري لوقوع تضارب بالمواعيد مع عقد أولى جلسات البرلمان البولندي الجديد.
| العضو                  | ممثل من قبل                | العنوان                                              |
| ---------------------- | -------------------------- | ---------------------------------------------------- |
| ألبانيا                | إيدي راما                  | رئيس الوزراء                                         |
| الجزائر                | عبد المالك سلال            | الوزير الأول                                         |
| النمسا                 | فيرنر فايمان               | المستشار                                             |
| بلجيكا                 | شارل ميشيل                 | رئيس الوزراء                                         |
| بنين                   | يايي بوني                  | الرئيس                                               |
| البوسنة والهرسك        | دراغان كوفيتش              | رئيس المجلس الرئاسي                                  |
| بوتسوانا               | إيان خاما                  | الرئيس                                               |
| بلغاريا                | روسن بليفنلييف             | الرئيس                                               |
| بوركينا فاسو           | ميشيل كافاندو              | الرئيس                                               |
| بوروندي                | بيير نكورونزيزا            | الرئيس                                               |
| الرأس الأخضر           | خورخي كارلوس فونسيكا       | الرئيس                                               |
| جمهورية أفريقيا الوسطى | دانييل إميري ديدي          | سفير الاتحاد الأوروبي                                |
| تشاد                   | إدريس ديبي إتنو            | الرئيس                                               |
| جمهورية الكونغو        | جان كلود غاكوسو            | وزير الخارجية                                        |
| ساحل العاج             | الحسن واتارا               | الرئيس                                               |
| كرواتيا                | فيسنا بوسيتش               | نائب رئيس الوزراء                                    |
| قبرص                   | سقراطيس خاسيكوس            | وزير الداخلية                                        |
| جمهورية التشيك         | ميلوش زيمان                | الرئيس                                               |
| الدنمارك               | لارس لوكه راسموسن          | رئيس الوزراء                                         |
| جيبوتي                 | حسن عمر محمد بورهانو       | وزير الداخلية                                        |
| مصر                    | سامح شكري                  | وزير الخارجية                                        |
| غينيا الإستوائية       | تيودورو أوبيانغ            | الرئيس                                               |
| إريتريا                | عثمان صالح محمد            | وزير الخارجية                                        |
| إستونيا                | تافي رويفاس                | رئيس الوزراء                                         |
| إثيوبيا                | هايلي مريام ديسالين        | رئيس الوزراء                                         |
| فنلندا                 | ساولي نينيستو              | الرئيس                                               |
| فرنسا                  | فرانسوا أولاند             | الرئيس                                               |
| الغابون                | علي بونغو أونديمبا         | الرئيس                                               |
| غامبيا                 | عبدولي خوسيه               | وزير التجارة                                         |
| ألمانيا                | أنغيلا ميركل               | المستشارة                                            |
| غانا                   | جون دراماني ماهاما         | الرئيس                                               |
| اليونان                | أليكسيس تسيبراس            | رئيس الوزراء                                         |
| غينيا                  | ألفا كوندي                 | الرئيس                                               |
| غينيا بيساو            | سوزي باربوسا               | وزير التعاون                                         |
| المجر                  | فيكتور أوربان              | رئيس الوزراء                                         |
| آيسلندا                | سيغموندور دافيد غونلاوغسون | رئيس الوزراء                                         |
| أيرلندا                | فرانسيس فيتزجيرالد         | وزير العدالة والمساواة                               |
| إيطاليا                | ماتيو رينزي                | رئيس الوزراء                                         |
| كينيا                  | جوزيف أوليه نكايسري        | أمين عام مجلس الوزراء للشؤون الداخلية وتنسيق الحكومة |
| لاتفيا                 | إدجارز رينكيفيكس           | وزير الخارجية                                        |
| ليبيريا                | جوزيف بواكاي               | نائب الرئيس                                          |
| ليبيا                  | عبد الرحمن الأحيرش         | نائب رئيس الوزراء                                    |
| ليتوانيا               | داليا غريباوسكايتي         | الرئيس                                               |
| لوكسمبورغ              | كزافييه بيتل               | رئيس الوزراء                                         |
| مالي                   | إبراهيم أبو بكر كيتا       | الرئيس                                               |
| مالطا                  | جوزيف موسكات               | رئيس الوزراء                                         |
| موريتانيا              | عبد الله أحمدو             | وزير الشؤون الخارجية والتعاون                        |
| موناكو                 | ألبير الثاني               | الأمير                                               |
| الجبل الأسود           | فيليب فويانوفيتش           | الرئيس                                               |
| المغرب                 | صلاح الدين مزوار           | وزير الشؤون الخارجية                                 |
| هولندا                 | مارك روته                  | رئيس الوزراء                                         |
| النيجر                 | محمد يوسفو                 | الرئيس                                               |
| نيجيريا                | عليو محمد جوساو            | وزير الدفاع                                          |
| النرويج                | إرنا سولبرغ                | رئيسة الوزراء                                        |
| بولندا                 | كاتارجينا كاتسبيرجيك       | وكيل وزاري                                           |
| البرتغال               | بيدرو باسوس كويلهو         | رئيس الوزراء                                         |
| رومانيا                | كلاوس يوهانيس              | الرئيس                                               |
| رواندا                 | بول كاغامه                 | الرئيس                                               |
| السنغال                | ماكي سال                   | الرئيس                                               |
| سيراليون               | سامورا كامارا              | وزير الخارجية                                        |
| سلوفاكيا               | آندريه كيسكا               | الرئيس                                               |
| سلوفينيا               | ميرو سيرار                 | رئيس الوزراء                                         |
| الصومال                | عمر شارماركي               | رئيس الوزراء                                         |
| جنوب السودان           | سالفا كير                  | الرئيس                                               |
| إسبانيا                | ماريانو راخوي              | رئيس الوزراء                                         |
| السودان                | إبراهيم غندور              | وزير الشؤون الخارجية                                 |
| السويد                 | ستيفان لوفن                | رئيس الوزراء                                         |
| سويسرا                 | سيمونيتا سوماروغا          | رئيس الاتحاد                                         |
| توغو                   | روبرت دوسي                 | وزير الشؤون الخارجية والتعاون والتكامل الأفريقي      |
| تونس                   | الحبيب الصيد               | رئيس الوزراء                                         |
| تركيا                  | رجب طيب أردوغان            | الرئيس                                               |
| المملكة المتحدة        | ديفيد كاميرون              | رئيس الوزراء                                         |

| العضو                                               | ممثل من قبل            | العنوان                                           |
| --------------------------------------------------- | ---------------------- | ------------------------------------------------- |
| المجلس الأوروبي                                     | دونالد توسك            | رئيس المجلس الأوروبي                              |
| المفوضية الأوروبية                                  | جان كلود يونكر         | رئيس المفوضية الأوروبية                           |
| البرلمان الأوروبي                                   | مارتن شولتز            | رئيس البرلمان الأوروبي                            |
| مفوضية الاتحاد الأفريقي                             | نكوسازانا دلاميني زوما | رئيس مفوضية الاتحاد الأفريقي                      |
| المجموعة الاقتصادية لدول غرب إفريقيا                | كادري ديزيريه ويدراوغو | الرئيس                                            |
| مجلس العدل والشؤون الداخلية                         | جان اسيلبورن           | الرئيس/وزير                                       |
| دائرة العمل الأوروبي الخارجي                        | فيديريكا موغيريني      | الممثل الأعلى                                     |
| المفوضية الأوروبية                                  | نيفن ميميكا            | المفوض الأوروبي للتعاون الدولي والتنمية           |
| مجلس الاتحاد الأوروبي                               | يبه ترانهولم ميكلسن    | الأمين العام                                      |
| مكتب دعم اللجوء الأوروبي                            | خوسيه كاريرا           | المدير التنفيذي المؤقت                            |
| الأمانة العامة للأمم المتحدة                        | يان الياسون            | نائب الأمين العام                                 |
| الأمانة العامة للأمم المتحدة                        | بيتر سثرلاند           | الممثل الخاص للأمين العام للهجرة والتنمية         |
| برنامج الأمم المتحدة الإنمائي                       | هيلين كلارك            | إداري                                             |
| المفوضية السامية للأمم المتحدة لشؤون اللاجئين       | أنطونيو غوتيريس        | المفوض السامي                                     |
| الاتحاد من أجل المتوسط                              | فتح الله السجلماسي     | الأمين العام                                      |
| يوروبول                                             | أولدريخ مارتينو        | نائب مشرف الإدارة                                 |
| فرونتكس                                             | هندريك وايجرمانس       | رئيس العلاقات الخارجية                            |
| المركز الدولي لتطوير سياسات الهجرة                  | مايكل شبيندل إيغر      | المدير العام                                      |
| منظمة إيقاد                                         | فتحية علوان            |                                                   |
| الإنتربول                                           | يورغن شتوك             | الأمين العام                                      |
| الاتحاد الدولي لجمعيات الصليب الأحمر والهلال الأحمر | غاري كونيل             | وكيل الأمين العام للبرنامج والتشغيل               |
| منظمة الهجرة الدولية                                | ويليام لاسي سوينغ      | المدير العام                                      |
| جامعة الدول العربية                                 | طلال شبيلات            | سفير وممثل جامعة الدول العربية                    |
| المنظمة الدولية للفرنكوفونية                        | ميكائيل جان            | الأمين العام                                      |
| فرسان مالطة                                         | ستيفانو رونكا          | المستشار الدبلوماسي للمستشار الأكبر (وزير خارجية) |
| المجلس النرويجي للاجئين                             | فاليري تشيكيريني       | مستشارة                                           |
| ميد أفريكا                                          | أوديل فاي              | منسق                                              |

## وصلات خارجية
- خطة عمل قمة فاليتا حول الهجرة (بالإنجليزية)